# David Lundbohm
David Lundbohm, född 17 december 1979 i Roseau, USA, är en hockeyspelare på elitnivå. Lundbohm har spelat i bland annat Fargo-Moorhead Jets (USHL), University of North Dakota (NCAA), Florida Everblades (ECHL), Providence Bruins (AHL), Straubing Tigers (DEL), Langenthal (NLB), HC TPS (SM-Liiga), Växjö Lakers (Hockeyallsvenskan) och Västerås Hockey (Hockeyallsvenskan). 
David Lundbohms position är center. David Lundbohm har svenskt påbrå.
Lundbohm skadades 3 januari 2010 svårt i högra ögat i en match i HockeyAllsvenskan mot Björklöven.